# Reattivo di Carrez
Il reattivo di Carrez è una soluzione formata da due composti, chiamati rispettivamente Carrez I e Carrez II. Il primo è una soluzione acquosa di ferrocianuro di potassio triidrato al 15 % (15 g/100 ml), l'altro è una soluzione acquosa di acetato di zinco eptaidrato al 30 % (30 g/100 ml). La prima soluzione serve a far precipitare la componente proteica di un alimento o di una bevanda, mentre la seconda rimuove l'eccesso di ferrocianuro introdotto con la prima soluzione.
Generalmente questo reattivo si usa nella preparativa di un campione da sottoporre all'analisi degli zuccheri, in cui la presenza di proteine potrebbe comportare interferenze nell'analisi.
Salvo diverse indicazioni del metodo di analisi, le due soluzioni vengono usate in fasi successive, con un intervallo di 10-15 minuti e in volumi uguali (solitamente di 5 ml).